# Lucien Owona
Lucien Fridolin Owona-Ndong (Douala, 9 de agosto de 1990) é um futebolista profissional camaronês que atua como defensor.

## Carreira

### Matelots
Lucien Owona se profissionalizou no AS Matelots, em 2005.

## Seleção
Lucien Owona integrou a Seleção Camaronesa de Futebol na Copa das Confederações FIFA de 2017, na Rússia.